# 2007 год в кино
В данной статье представлены списки топ-10 самых кассовых фильмов года, самих фильмов, вышедших в течение года и наград, полученных фильмами за 2007 год.

## Лидеры проката
| №  | Название                              | Студия               | Мировые сборы |
| -- | ------------------------------------- | -------------------- | ------------- |
| 1  | Пираты Карибского моря: На краю света | Walt Disney Pictures | $963 420 425  |
| 2  | Гарри Поттер и орден Феникса          | Warner Bros.         | $939 885 929  |
| 3  | Человек-паук 3: Враг в отражении      | Columbia Pictures    | $890 871 626  |
| 4  | Шрек Третий                           | Paramount Pictures   | $798 958 162  |
| 5  | Трансформеры                          | Paramount Pictures   | $709 709 780  |
| 6  | Рататуй                               | Walt Disney Pictures | $620 702 951  |
| 7  | Я — легенда                           | Warner Bros.         | $585 349 010  |
| 8  | Симпсоны в кино                       | 20th Century Fox     | $527 071 022  |
| 9  | Сокровище нации: Книга тайн           | Walt Disney Pictures | $457 364 600  |
| 10 | 300 спартанцев                        | Warner Bros.         | $456 068 181  |

Подробные списки кассовых сборов фильмов в 2007 году:
- Во всемирном прокате: http://boxofficemojo.com/yearly/chart/?view2=worldwide&yr=2007&p=.htm
- В США и Канаде: http://boxofficemojo.com/yearly/chart/?yr=2007&p=.htm
- В Великобритании: http://www.boxofficemojo.com/intl/uk/
- В Австралии: http://www.boxofficemojo.com/intl/australia/

### Лидеры российского проката
| №  | Русское название                      | Дистрибьютор           | Сборы       |
| -- | ------------------------------------- | ---------------------- | ----------- |
| 1  | Ирония судьбы. Продолжение            | Двадцатый век Фокс-СНГ | $50 009 796 |
| 2  | Пираты Карибского моря: На краю света | BVSPR                  | $30 850 884 |
| 3  | Шрек Третий                           | UPI                    | $23 136 042 |
| 4  | Гарри Поттер и орден Феникса          | Каро-Премьер           | $16 326 219 |
| 5  | Трансформеры                          | UPI                    | $15 254 050 |
| 6  | Человек-паук 3: Враг в отражении      | BVSPR                  | $13 945 650 |
| 7  | Сокровище нации: Книга тайн           | BVSPR                  | $13 627 491 |
| 8  | Такси 4                               | Централ Партнершип     | $12 054 400 |
| 9  | Бой с тенью 2: Реванш                 | Централ Партнершип     | $11 771 900 |
| 10 | Любовь-морковь                        | Наше кино              | $11 640 308 |

## Фильмы

### Зарубежные фильмы, демонстрировавшиеся в России в 2007 году

#### Январь
- 10 января — «Хозяева ночи»

#### Февраль
- 1 февраля
  - «Вавилон»
  - «Кровавый алмаз»
- 15 февраля — «Призрачный гонщик»

#### Март
- 6 марта — «Такси 4»
- 8 марта — «Уловки Норбита»
- 22 марта
  - «300 спартанцев»
  - «Черепашки-ниндзя»
- 29 марта — «В гости к Робинсонам»

#### Апрель
- 12 апреля — «Стрелок»
- 18 апреля — «Паранойя»
- 22 апреля — «Последний легион»
- 26 апреля — «Пророк»

#### Май
- 3 мая
  - «Вакансия на жертву»
  - «Человек-паук 3: Враг в отражении»
- 17 мая
  - «Попутчик»
  - «Шрек Третий»
- 24 мая
  - «Невидимый»
  - «Пираты Карибского моря: На краю света»
- 31 мая — «В стране женщин»

#### Июнь
- 7 июня — «Лови волну!»
- 13 июня — «Тринадцать друзей Оушена»
- 14 июня — «Фантастическая четвёрка: Вторжение Серебряного сёрфера»
- 21 июня — «Планета страха»
- 24 июня — «Эван Всемогущий»
- 28 июня — «Рататуй»

#### Июль
- 4 июля — «Трансформеры»
- 26 июля — «Хостел 2»
- 22 июля — «Гарри Поттер и Орден Феникса

#### Август
- 16 августа — «Вампирша»
- 19 августа — «Симпсоны в кино»
- 26 августа — «Ультиматум Борна»

#### Сентябрь
- 6 сентября
  - «Вкус жизни»
  - «Поезд на Юму»
- 13 сентября — «Час пик 3»
- 20 сентября — «Обитель зла 3»

#### Октябрь
- 4 октября
  - «Девушка моих кошмаров»
  - «Порок на экспорт»
  - «Парковка»
- 25 октября — «Пристрели их»

#### Ноябрь
- 1 ноября
  - «Братц»
  - «Королевство»
- 8 ноября
  - «Вторжение»
  - «Львы для ягнят»
- 16 ноября — «Вожделение»
- 21 ноября — «Беовульф»
- 22 ноября — «Мгла»
- 29 ноября — «Хитмэн»

#### Декабрь
- 6 декабря 
  - «Золотой компас»
  - «Пила 4»
- 13 декабря 
  - «Гангстер»
  - «Через Вселенную»
- 14 декабря — «Элвин и бурундуки»

### Мировое кино в 2007 году

#### Январь
- 11 января — Чемоданы Тульса Люпера. Русская версия
- 18 января — «Престиж»

#### Февраль
- 14 февраля — «Разрисованная вуаль»
- 22 февраля — «Ложное искушение»

#### Март
- 1 марта — «Фонтан»
- 22 марта — «300 спартанцев»
- 30 марта (Британская премьера) — «Мистер Бин на отдыхе»

#### Апрель
- 19 апреля — «Последний легион»
- 26 апреля — «Пророк»

#### Май
- 3 мая — «Человек-паук 3: Враг в отражении»
- 12 мая (мировая премьера) — «За тех, кого мы любим»
- 24 мая (на Каннском кинофестивале) — «Железнодорожный роман»
- 31 мая — «28 недель спустя»

#### Июнь
- 7 июня (мировая премьера) — «Лови волну!»
- 14 июня — «Фантастическая четвёрка: Вторжение Серебряного сёрфера»
- 27 июня — «Рататуй (мультфильм)»
- 27 июня — «Крепкий орешек 4.0»

#### Июль
- 4 июля — «Трансформеры»
- 12 июля — «1408»
- 13 июля (мировая премьера) — «Гарри Поттер и Орден Феникса»
- 19 июля — «Немножко беременна»

#### Август
- 2 августа — «Зодиак»
- 9 августа — «Звёздная пыль»
- 17 августа — «Уловки Норбита»
- 19 августа — Симпсоны в кино
- 21 августа — Не говори никому
- 29 августа — «Репортаж»

#### Сентябрь
- 28 сентября — «Ганес»

#### Октябрь
- 4 октября — «Порок на экспорт»
- 26 октября — «Пила 4»

#### Декабрь
- 14 декабря (Премьера в США) — «Я - легенда»

### Отечественные фильмы и фильмы постсоветских республик

#### Казахстан
1. Рэкетир — 8 ноября

#### РФ
1. 07-й меняет курс — 12 апреля
2. 12 — 20 сентября
3. 13 месяцев — 5 июня
4. 1612 — 1 ноября
5. 18-14 — 27 декабря
6. 20 сигарет — 11 октября
7. 40 — 5 июля
8. 7 кабинок — 8 февраля
9. Агитбригада «Бей врага!» — 13 декабря
10. Александра — 22 ноября
11. Антидурь — 6 сентября
12. Артистка — 30 августа
13. Беглянки — 15 ноября
14. Бой с тенью 2: Реванш — 1 ноября
15. В ожидании чуда — 5 апреля
16. Ванечка — 8 ноября
17. Внук космонавта — 12 апреля
18. Всё по-честному — 29 ноября
19. Глянец — 23 августа
20. Груз 200 — 3 мая
21. День выборов — 18 октября
22. Дерзкие дни — 5 апреля
23. Дюймовочка — 27 декабря
24. Жестокость — 6 декабря
25. Жизнь врасплох — 26 июля
26. Звезда Семирамиды — 15 ноября
27. Игра в шиндай — 9 августа
28. Изгнание — 4 октября
29. Илья Муромец и Соловей Разбойник — 28 декабря
30. Ирония судьбы. Продолжение — 21 декабря
31. Искушение — 16 августа
32. Кинофестиваль — 18 января
33. Код Апокалипсиса — 4 октября
34. Консервы — 25 января
35. Королёв — 11 октября
36. Корпорация «ВыхАд» — 25 июня
37. Кремень — 21 июня
38. Кука — 29 ноября
39. Любовь-морковь — 6 марта
40. Май — 19 апреля
41. Мегаполис — 13 декабря
42. Мёртвые дочери — 1 февраля
43. Мороз по коже — 6 декабря
44. Нас не догонишь — 31 мая
45. Натурщица — 19 июля
46. Наша Маша и волшебный орех — 23 августа
47. Неваляшка — 26 апреля
48. Ночные сёстры — 29 ноября
49. Нулевой километр — 25 октября
50. Одна любовь на миллион — 5 апреля
51. Он, она и я — 1 февраля
52. Отец — 3 мая
53. Отрыв — 13 сентября
54. Падение в небеса — 26 июля
55. Параграф 78 — 22 февраля, 29 марта
56. Полное дыхание — 2 августа
57. Потапов, к доске! — 14 июня
58. Простые вещи — 7 июня
59. Путевой обходчик — 13 сентября
60. Путешествие с домашними животными — 30 августа
61. Ролли и Эльф. Невероятные приключения — 27 декабря
62. Руд и Сэм — 29 ноября
63. Русалка — 22 ноября
64. Русская игра — 4 октября
65. Скалолазка и Последний из Седьмой колыбели — 1 ноября
66. Слуга государев — 22 февраля
67. Слушая тишину — 14 июня
68. Старлей, Победа и Весна — 12 апреля
69. Стервы
70. Суженый-ряженый — 27 декабря
71. Танцуй… — 12 марта
72. Тиски — 15 ноября
73. Трое и Снежинка — 8 ноября
74. Тупой жирный заяц — 29 марта
75. Цветок дьявола — 12 июля
76. Чёртово колесо — 14 июня
77. Шекспиру и не снилось — 29 ноября
78. Экватор — 3 мая
79. Элька — 25 октября
80. Я остаюсь — 19 апреля
81. Яр — 16 августа

#### Украина
1. Два в одном — 27 сентября
2. Оранжевая любовь — 5 июля

#### Фильмы совместных производителей

##### Двух и более стран
1. Душка (РФ-Нидерланды-Украина-Бельгия) — 8 ноября
2. Инди (РФ-Украина) — 10 мая
3. Маяк (РФ-Нидерланды) — 25 апреля
4. Монгол. Часть первая (РФ-Германия-Казахстан) — 21 сентября
5. Русский треугольник (Грузия-Украина) — 8 ноября

## Телесериалы

### Латиноамериканские сериалы
- Огонь в крови (Мексика)

### Российские сериалы
- Ленинград
- Ликвидация
- Мачеха
- Кадетство
- Миллионер поневоле — 1 января 8 серий
- Папины дочки
- Вся такая внезапная
- Дочки-матери
- Закон мышеловки

### Украинские сериалы
- Битвы Божьих коровок

## Знаменательные события
- 8 февраля — в Берлине открылся 57-й Международный Берлинский кинофестиваль.
- 8 февраля — Глава «Pixar» и «Disney Animation Studios» Эд Катмулл (Ed Catmull), на пресс-конференции в Орландо сообщил, что хочет восстановить жанр традиционной рисованной анимации. Своё решение он объясняет попыткой улучшить качество анимационной продукции.
- 17 февраля — В субботу вечером торжественно завершился 57-й кинофестиваль «Берлинале». «Золотой медведь» — у «Свадьбы Туи» китайского режиссёра Вань Кань-Яня, и этот же фильм получил премию экуменического жюри.
- 21 февраля — Объявлены номинанты кинопремии «Ника» за 2006 год.
- 5 марта — Лауреат премии «Оскар» Александр Петров получил Гран-при завершившегося в Суздале XII Открытого российского фестиваля анимационного кино за 26-минутную ленту «Моя любовь».
- 10 марта — в Аргентине стартовал 22-й Международный кинофестиваль «Mar del Plata». В течение десяти дней к показу будет предложено более 300 фильмов из 56 стран.
- 15 марта в бухарестском «Институте французской культуры» фильмом режиссёра Рубена Геворкянца «Параджанов: последний коллаж» на французском языке открылся кинофестиваль стран-членов и наблюдателей Международной организации франкофонии.
- 19 марта — в Центральном Доме кино состоялась церемония награждения победителей конкурса студенческих и дебютных фильмов «Святая Анна». Первое место в номинации «Лучший игровой фильм» жюри присудило автору картины «Рыжая и снег» режиссёру Амету Магомедову.
- 23 марта — в Москве состоялась 20-я церемония вручения кинопремии «Ника». Юбилейную «Нику», прошедшую в Центральном академическом театре Российской Армии, также посетил президент России Владимир Путин.
- В марте в Токио состоялось вручение премий Японской Киноакадемии, где лучшей картиной стала «Танцующие хулу» режиссёра Ли Сан Иль, а лучшим иностранным фильмом — «Флаги наших отцов» Клинта Иствуда.
- 2 апреля — в индийской столице началась Неделя современного российского кино, в программу которой включён показ семи российских кинолент, включая «Остров» Павла Лунгина. В составе российской делегации руководители Федерального Агентства по культуре и кинематографии, в том числе Александр Голутва, кинорежиссёры и актёры.
- 3 апреля — в московском кинотеатре «Ролан» в рамках кинофестиваля «Весенняя эйфория» состоялась российская премьера нового фильма Дэвида Линча «Внутренняя империя».
- 5 апреля — в Брюсселе стартовал юбилейный, 25-й международный фестиваль фантастических фильмов (BIFFF).
- 6 апреля — в московском кинотеатре «Художественный» стартовал Пятый фестиваль австралийского кино.
- 17 апреля — в Брюсселе объявлены победители юбилейного, 25-го, кинофестиваля фантастических фильмов (BIFFF). «Золотой ворон» у ленты «Привидение» южнокорейского режиссёра Бонга Джуна Хо.
- 19 апреля — в Париже была объявлена программа Каннского кинофестиваля 2007 года.
- 31 августа — Калифорнийская компания Red Digital Cinema Camera Company выпустила в продажу первый экземпляр высокопроизводительной цифровой кинокамеры RED One. Предоплаченные заказы на эти камеры собирались с 2006 года[1], компания выполнила все предзаказы до конца 2008 года[2].

## Награды

### Critics' Choice Movie Awards
13-я церемония вручения наград премии Critics' Choice Movie Awards Ассоциацией телекинокритиков США и Канады прошла 14 января 2007 года.
- Лучший фильм (драма): «Отступники»
- Лучший фильм (комедия): «Борат»
- Лучший режиссёр: Мартин Скорсезе — «Отступники»
- Лучшая мужская роль: Форест Уитакер — «Последний король Шотландии»
- Лучшая женская роль: Хелен Миррен — «Королева»
- Лучшая мужская роль второго плана: Эдди Мёрфи — «Девушки мечты»
- Лучшая женская роль второго плана: Дженнифер Хадсон — «Девушки мечты»
- Лучший актёрский состав: «Маленькая мисс Счастье»
- Лучший сценарий: Майкл Арндт — «Маленькая мисс Счастье»
- Лучший анимационный фильм: «Тачки»
- Лучший фильм на иностранном языке: «Письма с Иводзимы» (США)

### Премия «Золотой глобус»
64-я церемония вручения наград американской премии «Золотой глобус» за заслуги в области кино и телевидения за 2006 год состоялась 15 января 2007 года в Лос-Анджелесе.
- Лучший фильм (драма): «Вавилон»
- Лучший фильм (комедия или мюзикл): «Девушки мечты»
- Лучший режиссёр: Мартин Скорсезе — «Отступники»
- Лучшая мужская роль (драма): Форест Уитакер — «Последний король Шотландии»
- Лучшая женская роль (драма): Хелен Миррен — «Королева»
- Лучшая мужская роль (комедия или мюзикл): Саша Барон Коэн — «Борат»
- Лучшая женская роль (комедия или мюзикл): Мерил Стрип — «Дьявол носит Prada»
- Лучшая мужская роль второго плана: Эдди Мёрфи — «Девушки мечты»
- Лучшая женская роль второго плана: Дженнифер Хадсон — «Девушки мечты»
- Лучший сценарий: Питер Морган— «Королева»
- Лучший анимационный фильм: «Тачки»
- Лучший фильм на иностранном языке: «Письма с Иводзимы» (США)

### Кинофестиваль «Сандэнс»
Кинофестиваль «Сандэнс-2007» прошёл с 18 по 28 января 2007 года в городе Парк-Сити, штат Юта, США.
- Лучший американский художественный фильм: «Отец родной»
- Лучший зарубежный художественный фильм: «Безумная земля» (Израиль, Германия, Франция, Япония)
- Лучший американский документальный фильм: «Выстрел»
- Лучший зарубежный документальный фильм: «Враги счастья» (Дания, Норвегия, Финляндия)

### Премия «Золотой орёл»
5-я церемония вручения наград премии «Золотой орёл» состоялась 27 января 2007 года в первом павильоне киноконцерна «Мосфильм».
- Лучший игровой фильм: «Остров»
- Лучший неигровой фильм: «С Романом Карменом… путешествие в молодость»
- Лучший анимационный фильм: «Капитанская дочка»
- Лучшая режиссёрская работа: Павел Лунгин за работу над фильмом «Остров»
- Лучший сценарий: Дмитрий Соболев за сценарий к фильму «Остров»
- Лучшая мужская роль: Пётр Мамонов за роль в фильме «Остров»
- Лучшая женская роль: Анна Михалкова за роль в фильме «Связь»
- Лучшая мужская роль второго плана: Виктор Сухоруков за роль в фильме «Остров»
- Лучшая женская роль второго плана: Чулпан Хаматова за роль в фильме «Многоточие»
- Лучший зарубежный фильм в российском прокате: «Возвращение» (Испания)

### Премия гильдия режиссёров Америки
59-я церемония вручения премий Американской гильдии режиссёров за заслуги в области кинематографа и телевидения за 2007 год состоялась 3 февраля 2007 года в Лос-Анджелесе.
- Лучший фильм: «Отступники», реж. Мартин Скорсезе
- Лучший документальный фильм: «Перед возвращением на землю», реж. Арунас Мателис

### Премия Гильдии киноактёров США
13-я церемония вручения премии Гильдии киноактёров США за заслуги в области кинематографа и телевидения за 2006 год состоялась 28 января 2007 года в Лос-Анджелесе.
- Лучшая мужская роль: Форест Уитакер — «Последний король Шотландии»
- Лучшая женская роль: Хелен Миррен — «Королева»
- Лучшая мужская роль второго плана: Эдди Мёрфи — «Девушки мечты»
- Лучшая женская роль второго плана: Дженнифер Хадсон — «Девушки мечты»
- Лучший актёрский состав: «Маленькая мисс Счастье»

### Берлинский кинофестиваль
57-й Берлинский международный кинофестиваль проходил с 8 по 18 февраля 2007 года Берлине, Германия. В основной конкурс вошли 22 ленты. Жюри основного конкурса возглавлял американский режиссёр и сценарист Пол Шредер.
- Золотой медведь: «Свадьба Туи», реж. Ван Цюйанань (Китай)
- Гран-при жюри (Серебряный медведь): «Другой», реж. Эриель Роттер (Франция, Аргентина, Германия)
- Серебряный медведь за лучшую режиссёрскую работу: Йосеф Сидар, «Бофор» (Израиль)
- Серебряный медведь за лучшую мужскую роль: Хулио Чавес за «Другой» (Франция, Аргентина, Германия)
- Серебряный медведь за лучшую женскую роль: Нина Хосс за «Йелла» (Германия)

### Премия BAFTA
60-я церемония вручения наград британской премии «BAFTA» состоялась 11 февраля 2007 года в Королевском театре Ковент-Гарден в Лондоне, Великобритания.
- Лучший фильм: «Королева»
- Лучший британский фильм: «Последний король Шотландии»
- Лучший фильм на иностранном языке: «Лабиринт Фавна» (Испания, Мексика, США)
- Лучший режиссёр: Пол Гринграсс — «Потерянный рейс»
- Лучшая мужская роль: Форест Уитакер — «Последний король Шотландии»
- Лучшая женская роль: Хелен Миррен — «Королева»
- Лучшая мужская роль второго плана: Алан Аркин — «Маленькая мисс Счастье»
- Лучшая женская роль второго плана: Дженнифер Хадсон — «Девушки мечты»
- Лучший оригинальный сценарий: Майкл Арндт — «Маленькая мисс Счастье»
- Лучший адаптированный сценарий: Питер Морган, Джереми Брок — «Последний король Шотландии»
- Лучший анимационный фильм: «Делай ноги»

### Премия «Сезар»
32-я церемония вручения наград премии «Сезар» за заслуги в области французского кинематографа за 2006 год состоялась 24 февраля 2007 года в театре «Шатле» (Париж, Франция)
- Лучший фильм: «Леди Чаттерлей»
- Лучший фильм на иностранном языке: «Маленькая мисс Счастье» (США)
- Лучший режиссёр: Гийом Кане — «Не говори никому»
- Лучшая мужская роль: Франсуа Клюзе — «Не говори никому»
- Лучшая женская роль: Марина Хэндс — «Леди Чаттерлей»
- Лучшая мужская роль второго плана: Кад Мерад — «Не волнуйся, у меня всё нормально»
- Лучшая женская роль второго плана: Валери Лемерсье — «Места в партере»
- Лучший оригинальный сценарий: Рашид Бушареб и Оливье Лорель — «Патриоты»
- Лучший адаптированный сценарий: Роже Бобо, Паскаль Ферран, Пьер Тривидик — «Леди Чаттерлей»

### Премия «Оскар»
79-я церемония вручения наград американской премии «Оскар» состоялась 25 февраля 2007 года в театре «Кодак», Лос-Анджелес, США. Ведущей церемонии была актриса и телеведущая Эллен Дедженерс.
- Лучший фильм: «Отступники»
- Лучший режиссёр: Мартин Скорсезе — «Отступники»
- Лучшая мужская роль: Форест Уитакер — «Последний король Шотландии»
- Лучшая женская роль: Хелен Миррен — «Королева»
- Лучшая мужская роль второго плана: Алан Аркин — «Маленькая мисс Счастье»
- Лучшая женская роль второго плана: Дженнифер Хадсон — «Девушки мечты»
- Лучший оригинальный сценарий: Майкл Арндт — «Маленькая мисс Счастье»
- Лучший адаптированный сценарий: Уильям Монахан— «Отступники»
- Лучший анимационный фильм: «Делай ноги»
- Лучший фильм на иностранном языке: «Жизнь других» (Германия)

### Премия «Ника»
20-я церемония вручения наград премии «Ника» состоялась 23 марта 2007 года в Центральном академическом театре Российской армии.
- Лучший игровой фильм: «Остров»
- Лучший фильм стран СНГ и Балтии: «Два в одном» (Украина)
- Лучший неигровой фильм: «Зощенко и Олеша: Двойной портрет в интерьере эпохи»
- Лучший анимационный фильм: «Моя любовь»
- Лучшая режиссёрская работа: Павел Лунгин за работу над фильмом «Остров»
- Лучший сценарий: Игорь Порублёв и Александр Велединский за сценарий к фильму «Живой»
- Лучшая мужская роль: Пётр Мамонов за роль в фильме «Остров»
- Лучшая женская роль: Евгения Симонова за роль в фильме «Многоточие»
- Лучшая мужская роль второго плана: Виктор Сухоруков за роль в фильме «Остров»
- Лучшая женская роль второго плана: Лия Ахеджакова за роль в фильме «Изображая жертву»

### Премия «Сатурн»
33-я церемония вручения наград премии «Сатурн» за заслуги в области фантастики, фэнтези и фильмов ужасов состоялась 10 мая 2007 года в городе Бербанк (Калифорния, США).
- Лучший научно-фантастический фильм: «Дитя человеческое»
- Лучший фильм-фэнтези: «Возвращение Супермена»
- Лучший фильм ужасов/триллер: «Спуск»
- Лучший приключенческий фильм/боевик: «Казино Рояль»
- Лучший полнометражный мультфильм: «Тачки»
- Лучший иностранный фильм: «Лабиринт Фавна» (Испания, Мексика, США)
- Лучший режиссёр: Брайан Сингер — «Возвращение Супермена»
- Лучшая мужская роль: Брэндон Раут — «Возвращение Супермена»
- Лучшая женская роль: Натали Портман — «„V“ значит Вендетта»
- Лучшая мужская роль второго плана: Бен Аффлек — «Смерть Супермена»
- Лучшая женская роль второго плана: Фамке Янссен — «Люди Икс: Последняя битва»
- Лучший сценарий: Майкл Догерти, Дэн Харрис — «Возвращение Супермена»

### Каннский кинофестиваль
60-й Каннский международный кинофестиваль проходил с 16 по 27 мая 2008 года в Каннах, Франция. В основной конкурс вошли 22 ленты, в том числе 2 российских фильма — «Изгнание» Андрея Звягинцева и «Александра» Александра Сокурова. Жюри основного конкурса возглавил британский режиссёр Стивен Фрирз.
- Золотая пальмовая ветвь: «4 месяца, 3 недели и 2 дня», реж. Кристиан Мунджиу (Румыния)
- Гран-при: «Траурный лес», реж. Наоми Кавасе (Япония)
- Приз жюри: «Персеполис», реж. Венсан Паронно и Маржан Сатрапи (Франция, США) и «Безмолвный свет» (Мексика, Франция, Нидерланды, Германия)
- Лучший режиссёр: Джулиан Шнабель за «Скафандр и бабочка» (Франция, США)
- Лучший сценарий: Фатих Акин за «На краю рая» (Германия, Турция,Италия)
- Лучшая мужская роль: Константин Лавроненко за «Изгнание» (Россия)
- Лучшая женская роль: Чон До Ён за «Тайное сияние» (Южная Корея)

### MTV Movie Awards
Церемония вручения кинонаград канала MTV состоялась 3 июня 2007 года в Лос-Анджелесе. Ведущим стал американская актриса Сара Сильверман.
- Лучший фильм года: «Пираты Карибского моря: Сундук мертвеца»
- Лучший актёр/актриса: Джонни Депп — «Пираты Карибского моря: Сундук мертвеца»
- Прорыв года: Джейден Смит — «В погоне за счастьем»

### «Кинотавр»
18-й открытый российский кинофестиваль «Кинотавр-2007» проходил с 2 по 11 июня 2007 года в Сочи. Жюри возглавил режиссёр Вадим Абдрашитов.
- Лучший фильм: «Простые вещи», реж. Алексей Попогребский
- Лучший режиссёр: Алексей Попогребский, «Простые вещи»
- Лучшая мужская роль: Сергей Пускепалис, фильм «Простые вещи»
- Лучшая женская роль: Мария Шалаева, фильм «Русалка»
- Лучший сценарий: Алексей Мизгирёв. Юрий Клавдиев, фильм «Кремень»

### Московский международный кинофестиваль
29-й Московский международный кинофестиваль прошёл в Москве с 21 по 30 июня 2007 года. Председателем жюри основного конкурса был австралийский режиссёр Фред Скеписи. В основном конкурсе участвовали 19 фильмов, в том числе — «Ничего личного» Ларисы Садиловой, «Путина» Валерия Огородникова. Главный приз кинофестиваля, «Золотой Георгий», получил российский фильм «Путешествие с домашними животными» Веры Сторожевой.

### Венецианский кинофестиваль
64-й Венецианский международный кинофестиваль проходил с 29 августа по 8 сентября 2007 года в Венеции, Италия. В основной конкурс вошли 23 ленты, в том числе фильм «12» Никиты Михалкова. Жюри основного конкурса возглавлял китайский актёр, режиссёр, сценарист, продюсер Чжан Имоу.
- Золотой лев: «Вожделение», реж. Энг Ли (США, Китай, Тайвань)
- Серебряный лев за лучшую режиссёрскую работу: Брайан Де Пальма, «Без цензуры» (США, Канада)
- Специальный приз жюри: «Меня там нет», реж. Тодд Хейнс (США, Германия,Канада) и «Кус-Кус и Барабулька», реж. Абделатиф Кешиш (Франция)
- Золотые Озеллы за лучший сценарий: Пол Лаверти, «Это свободный мир» (Великобритания,Италия,Германия, Испания, Польша)
- Кубок Вольпи за лучшую мужскую роль: Брэд Питт за роли в фильме «Как трусливый Роберт Форд убил Джесси Джеймса» (США, Канада,Великобритания)
- Кубок Вольпи за лучшую женскую роль: Кейт Бланшетт за роль в фильме «Меня там нет» (США, Германия,Канада) и «Кус-Кус и Барабулька», реж. Абделатиф Кешиш (Франция)

### Премия Европейской киноакадемии
20-я церемония континентальной премии Европейской академии кино состоялась 1 декабря 2007 года в столице Германии, Берлине.
- Лучший фильм: «4 месяца, 3 недели и 2 дня» (Румыния, Бельгия)
- Лучший режиссёр: Кристиан Мунджиу— «4 месяца, 3 недели и 2 дня» (Румыния, Бельгия)
- Лучший сценарий: Фатих Акин — «На краю рая» (Германия,Турция,Италия)
- Лучшая мужская роль: Сэссон Габаи — «Визит оркестра» (Израиль, США,Франция)
- Лучшая женская роль: Хелен Миррен — «Королева» (Великобритания, США, Франция, Италия)
- Приз зрительских симпатий: «Незнакомка» (Италия, Франция)

### Премия «Белый слон»
10-я церемония кинопремии Гильдии киноведов и кинокритиков России «Белый слон».
- Лучший фильм: «Груз 200»
- Лучшая режиссёрская работа: Кира Муратова — «Два в одном»
- Лучший сценарий: Александр Миндадзе — «Отрыв»
- Лучший дебют: «Отрыв»
- Лучший мужская роль: Сергей Пускепалис — «Простые вещи»
- Лучшая женская роль: Галина Вишневская — «Александра»
- Лучший мужская роль второго плана: Леонид Броневой — «Простые вещи»
- Лучшая женская роль второго плана: Зоя Кайдановская — «Ничего личного»
- Лучший документальный фильм: «Мать»
- Лучший анимационный фильм: «Девочка-дура»